# Abraxas rhusiocirra
Abraxas rhusiocirra är en fjärilsart som beskrevs av Eugen Wehrli 1931. Abraxas rhusiocirra ingår i släktet Abraxas och familjen mätare. Inga underarter finns listade i Catalogue of Life.